# Микола Латишко
Микола Латишко (19 грудня 1927, Іванівка, Голопристанський район Херсонської області) — свідок Голодомору, канадський громадський діяч, письменник українського походження, член Спілки письменників України.

## Життєпис
Микола Латишко народився 19 грудня 1927 року в селі Іванівка Голопристанського району Херсонської області. Батько Миколи, Михайло Якович Латишко, був вчителем. Родина діда по маминій лінії — Надточіїв — зазнала розкуркулення і заслання на Сибір. Стараючись уникнути подібної долі, родина Латишків переїжджає з Херсонщини на Чернігівщину, а тоді на Сумщину. В часі Другої світової війни родина виїжджає на Захід і опиняється в таборах для переміщених осіб.
Там, у Міттенвальді, Микола Латишко закінчує гімназію, і приблизно тоді починає свою літературну творчість. У червні 1949 року Латишко імміґрує до Канади, де наймається працювати на молочній фермі поблизу Оттави, за контрактом, який підписав, щоби приїхати до Канади. Пізніше він стає вчителем фізики і математики та продовжує літературну творчість.

## Творчість
З молодих літ Микола Латишко багато писав, але ніколи не мав на думці видавати написане. Лише коли Україна стала незалежною, він побачив потребу видати твори в Україні, в першу чергу, щоб допомогти українському книговиданню. Він сконтактувався з видавництвом «Ярославів Вал» і за кілька років опублікував 8 книжок.

### Проза
- Микола Латишко. Чому? Роман-спогади. — Київ: Ярославів Вал, 2012.
- Микола Латишко. Та тому що. Книга 1. — Київ: Ярославів Вал, 2016. — 456 с.
- Микола Латишко. Та тому що. Книга 2. — Київ: Ярославів Вал, 2018. — 224 с.
- Микола Латишко. Дійсна Любов. True love. — Київ: Ярославів Вал, 2018.

Микола Латишко писав поезію та мемуари. Два томи автобіографічної розповіді «Та тому що» описують життя родин Латишків і Надточіїв у часи революції, проголошення Незалежності України Центральною Радою, прихід до влади комуністичної диктатури, терор, утиски, «розкуркулення» заможних українських землеробів та всієї духовної, культурної та інтелектуальної еліти українців. Він описує очима свідка розкуркулення родини Надточіїв і вислання їх на Сибір, події Голодомору в Україні 1932-33 років, переслідування і часті звільнення з праці «неблагонадійного» учителя Михайла Латишка, подальшу втечу батька з Херсонщини на Чернігівщину і життя родини на Сумщині. Описані події Другої світової війни, виїзд Латишків на Захід, смерть Михайла Латишка, перебування Александри, Валерії і Миколи в таборах переміщених осіб (ДіПі англ. Displaced Persons) в Німеччині і їхній переїзд — еміґрацію до Канади. Друга книга описує життя вже самого Миколи Латишка в Канаді.

## Свідчення Голодомору

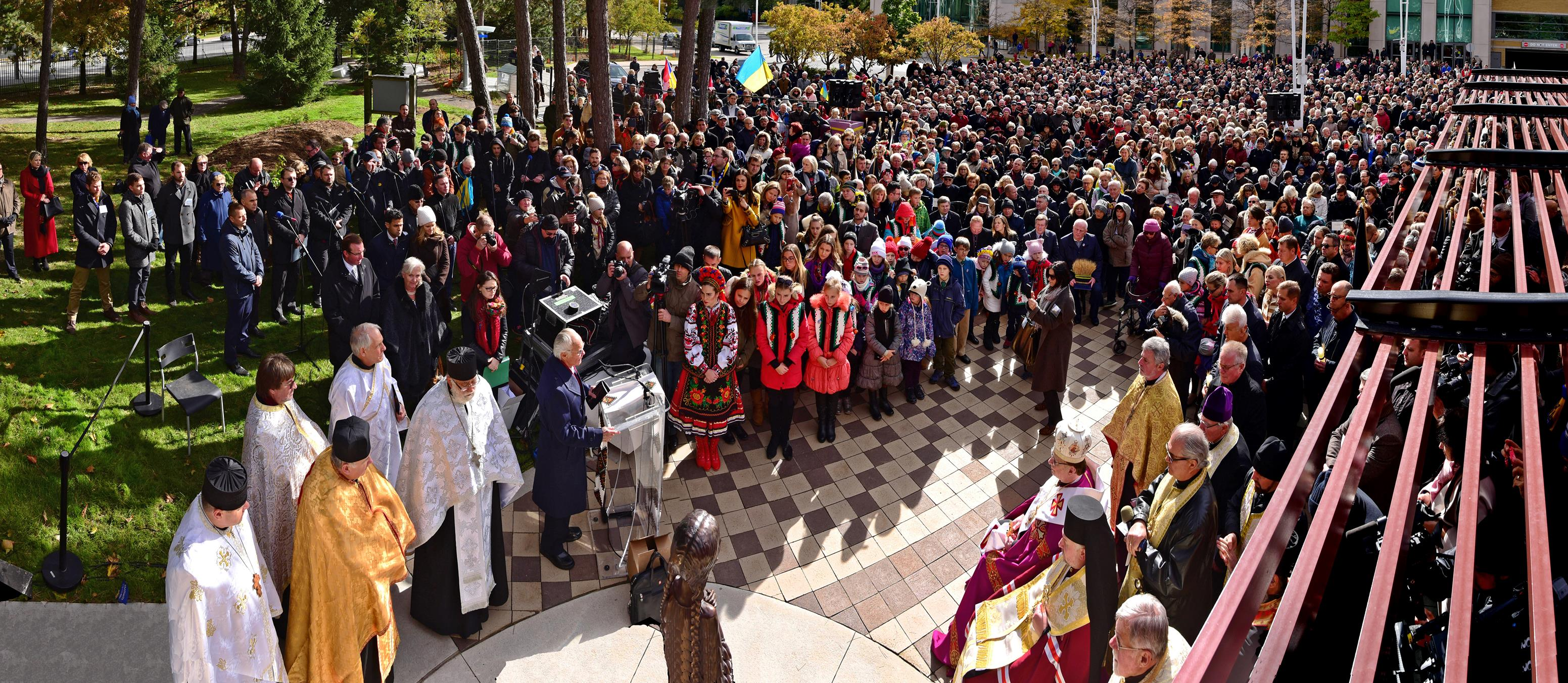
Микола Латишко промовляє на відкритті Меморіалу жертвам Голодомору в Торонто

Коли батько Миколи побачив, що на початку 1932 року до школи ходило 400 дітей, а наприкінці року – 30, він пішов до голови сільради з проханням організувати гарячі сніданки для школярів. Проте розмови не вийшло. Голова сільради, почувши від учителя, що діти голодують і не мають сили ходити до школи, став кричати на вчителя: «В Радянському Союзі немає голоду! Це винна національна буржуазія». А коли після того батько пішов до ГПУ і сказав, що голова сільради не хоче годувати дітей – майбутніх членів партії, через 3 дні було одразу організовано харчування.
Микола Латишко розповідав, як він та інші односельчани ходили в Торгсін вимінювати речі на продукти харчування. Люди несли вишиванки та побутове золото, а маленький Коля носив шкірки ховрахів. Вони з сестрою полювали на гризунів, м'ясо з'їдали, а шкірки здавали. Він розповів, як довелось з'їсти маленького песика: «Бувало йду зі школи – і одразу до будки, до друга. А там нікого немає. Де собака?» А бабуся каже: «Сідай їж, у мисці твоя собака…»
В 1933 році вже не було кому засівати поля, тому з Росії привозили сім'ї і селили їх в пустих хатах, господарі яких, були вбиті голодом або їх виселили.
В 1935 році Микола з родиною переїхав в Сумську область до родичів. Він запитав: «А як Ви пережили Голодомор?» Тітка відповіла: «А ми ходили в Росію, купували там по 5 хлібин і повертались назад через Брянські ліси. Потім дозволили лише 1 хлібину проносити, а потім і зовсім закрили кордон».
Микола Латишко у автобіографічній повісті «Та тому що» описав життя своєї родини Латишків і Надточіїв (родина діда) – розкуркулення і заслання, Голодомор, утиски і переслідування.
Протягом свого життя Микола Латишко неодноразово виступав на різноманітних подіях, присвячених пам'яті Голодомору. Він був ключовим промовцем на відкритті Меморіалу жертвам Голодомору в Торонто 21 жовтня 2018 року.